# Ermita de la Mare de Déu del Rosell d'Ademús
L'ermita de la Mare de Déu del Rosell és un temple catòlic situat a la vila d'Ademús, a la comarca del Racó d'Ademús, País Valencià.

## Descripció
L'ermita de la Mare de Déu del Rosell és un petit oratori de planta quadrada, cobert amb volta sobre petxines, amb façana d'arc de mig punt i petit presbiteri, sense capelles laterals. La coberta és a quatre aigües, amb teula àrab. L'ermita s'aixeca en un idíl·lic paratge, a la vora del riu Bohilgues, afluent del Túria, envoltat d'abundant vegetació, hortes i séquies.

## Història
La seua construcció va tindre lloc al segle xviii, molt a prop d'un antic magatzem de fusta, que els raiers conduïen pel Túria fins a la ciutat de València.
L'advocació del Rosell és escassa al País Valencià, no s'ha pogut esbrinar la seua vinculació amb la vila d'Ademús.